# Nemes

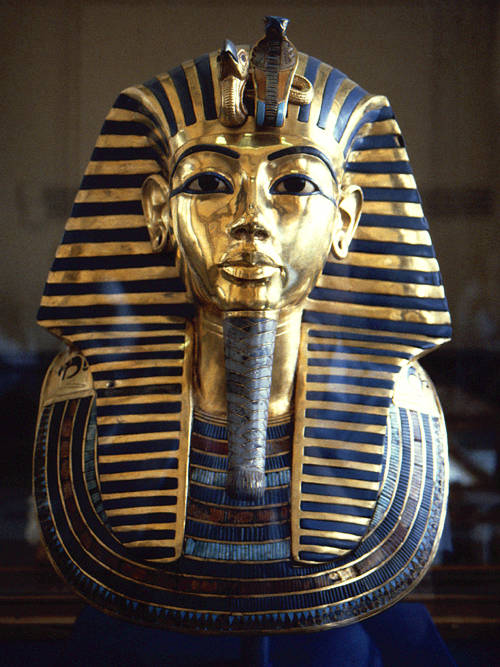
Màscara funerària de Tutankhamon, portant el Nemés.

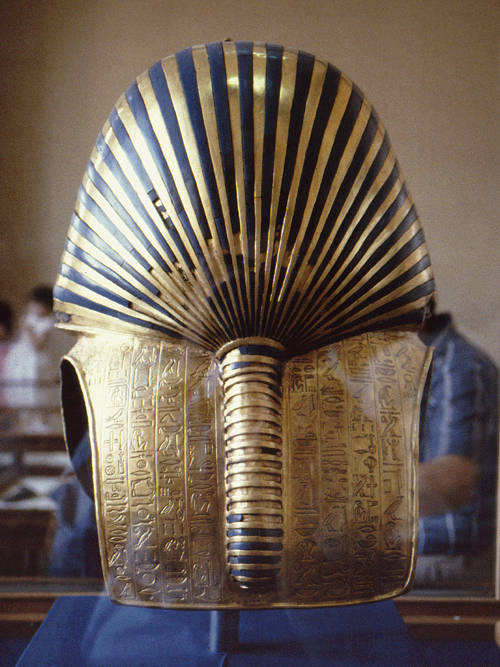
Imatge posterior de la Màscara funerària de Tutankhamon, on s'aprecia el nus en forma de trena del Nemés.

El  Nemés , era d'una espècie de tocat de tela, un vestit que utilitzaven freqüentment els faraons egipcis, en substitució de les pesades i voluminoses corones, ja que, a diferència d'aquestes, era una peça lleugera i còmoda.
El Nemés cobria la totalitat del cap, caient verticalment per darrere de les orelles, amarrant amb un nus a prop del clatell, a manera de trena. La majoria són fets en blau lapislàtzuli i en or, com es mostra en algunes escultures, màscares funeràries i frescos,encara que podien estar fets en altres colors.
Es fixava al cap a més amb una diadema que portava una cobra i un voltor al front: el Uraeus, emblema protector dels faraons, que eren els únics que podien portar com a atribut de reialesa.

## Simbologia
El vestit el portaven els faraons en vida per identificar-se amb una deïtat i ha més també després de la seva mort, encara que també s'ha trobat en enterraments d'alguns personatges nobles que no van ser dirigents, però que el portarien creient que els serviria com un amulet protector en el més enllà.